# Hacıqärvänd
Hacıqärvänd (azerbajdzjanska: Hacıqərvənd, svensk transkribering: Hadzjyqärvänd) är en ort i Azerbajdzjan.   Den ligger i distriktet Tärtär rayonu, i den centrala delen av landet, 250 km väster om huvudstaden Baku. Hacıqärvänd ligger 219 meter över havet och antalet invånare är 2 592.
Terrängen runt Hacıqärvänd är lite kuperad. Närmaste större samhälle är Tärtär, 3,6 km sydväst om Hacıqärvänd.
Trakten runt Hacıqärvänd består till största delen av jordbruksmark. Runt Hacıqärvänd är det ganska tätbefolkat, med 134 invånare per kvadratkilometer.